# Bataille de Monett's Ferry
Guerre de Sécession
Batailles
Campagne de la Red River
- Fort De Russy
- Mansfield
- Pleasant Hill
- Blair's Landing
- Monett's Ferry
- Mansura
- Yellow Bayou

La Bataille de Monett's Ferry, aussi  appelée Cane River Crossing s'est déroulée le 23 avril 1864 en Louisiane, dans le cadre de la campagne de la Red River, entre les forces de l'Union et celles de la Confédération. L'armée de l'Union est commandée par Nathaniel P. Banks. Les forces de l'Union traverse une rivière pour attaquer les forces confédérées,  et remportent la victoire, forçant les rebelles à retraiter.

## Contexte
Vers la fin de la campagne de Red River, l'armée du major général Nathaniel P. Banks évacue Grand Ecore dans Natchitoches Parish, en Louisiane, et retraite vers Alexandria, poursuivies par les forces confédérées.

## Bataille
Le matin du 23 avril 1864, une partie des forces avancées de Banks, commandée par le brigadier général William H. Emory, rencontre la division de cavalerie du brigadier général Hamilton P. Bee près de Monett's Ferry, ou Cane River Crossing. Bee a reçu l'ordre de disputer la traversée des troupes d'Emory, et place ses hommes de manière que ses flancs soient protégés par le relief. Reticent à mener un assaut contre les positions solides confédérées, Emory fait une démonstration devant leurs lignes pendant que deux brigades cherchent un autre lieu pour traverser. Une des brigades trouve un gué, et attaquent de flanc les confédérés, forçant Bee la retraite. Les hommes de Banks mettent en place des ponts flottants et, le lendemain, toutes les troupes ont traversé la rivière.

## Répercussion
Les confédérés ratent à Monett's Ferry l'opportunité de détruire ou de capturer l'armée de Banks. Selon le général Richard Taylor, les erreurs commises par Bee sont les suivantes :
- d'avoir renvoyé la brigade de Sending Terrell vers Beasley pour garder un wagon de ravitaillement « pour lequel j'avais amplement prévu sa sécurité » ;
- de n'avoir pas pris des dispositions pour accroître artificiellement la solidité de ses positions (par la construction d'ouvrages et autres fortifications) ;
- d'avoir regroupé ses troupes au centre « ou l'ennemi était certain de ne par porter son effort » au lieu de les concentrer sur ses flancs ;
- d'avoir finalement battu en retraite avec l'ensemble de ses forces de 30 miles vers Beasley après avoir été forcé de se retirer au lieu d'attaquer la colonne de l'Union désorganisée[2].